# Присяжный поверенный
Прися́жный пове́ренный — адвокат в Российской империи при окружном суде или судебной палате. Звание существовало в период с 1864 и по 1917 год.

## Условия получения
- Высшее юридическое образование
- 5-летняя служба по судебному ведомству или состояние в течение 5 лет помощником присяжного поверенного
- Согласие совета присяжных поверенных или суда, наблюдающих за деятельностью присяжных поверенных.

В соответствии с Учреждением судебных установлений Российской империи от 20 ноября 1864 года присяжными поверенными не могли быть:
- не достигшие 25-летнего возраста;
- иностранные подданные;
- объявленные несостоятельными должниками;
- состоящие на службе от Правительства, или по выборам, за исключением лиц, занимающих почётные или общественные должности без жалования;
- подвергшиеся, по судебным приговорам, лишению или ограничению прав состояния, а также священнослужители, лишённые духовного сана по приговорам духовного суда;
- состоящие под следствием за преступления и проступки, влекущие за собой лишение или ограничение прав состояния, и те, которые, быв под судом за такие преступления или проступки, не оправданы судебными приговорами;
- исключённые из службы по суду, или из духовного ведомства за пороки, или же из среды обществ и дворянских собраний по приговорам тех сословий, к которым они принадлежат;
- те, коим по суду воспрещено хождение по чужим делам, а также исключённые из числа Присяжных Поверенных.

Присяжный поверенный, исключённый из числа таковых любой судебной палатой, лишался навсегда права вернуться к профессии на всей территории России. Списки исключённых из числа присяжных поверенных централизованно публиковались и регулярно рассылались по всем судебным палатам, окружным судам и съездам мировых судей. Аналогично поступали и судебные палаты, извещая суды низших инстанций об исключении того или иного лица из числа присяжных поверенных.
Присяжным поверенным, принявшим эту должность, сохранялись чины, полученные на прежней службе, и придворные звания. Претендующие на звание присяжного поверенного подавали заявление в совет присяжных поверенных с приложением необходимых документов. Совет рассматривал эту просьбу, затем принимал постановление о принятии кандидата или об отказе. Лицо, принятое в присяжные поверенные, получало свидетельство и после этого принимало присягу. Затем его включали в специальный список присяжных поверенных, а решение о его принятии публиковалось к всеобщему сведению.
Присяга присяжного поверенного: «Обещаюся и клянусь Всемогущим Богом, пред святым Его Евангелием и Животворящим Крестом Господним Его Императорскому Величеству Государю Императору, Самодержавцу Всероссийскому, не исполнять и не говорить на суде ничего, что могло бы клониться к ослаблению православной церкви, государства, общества, семейства и доброй нравственности, но честно и добросовестно исполнять обязанности принимаемого мною на себя звания, не нарушать уважения к судам и властям и охранять интересы моих доверителей или лиц, дела которых, будучи на меня возложены, памятуя, что я во всем этом должен буду дать ответ перед законом и перед Богом на страшном суде Его. В удостоверение сего целую слова и крест Спасителя моего. Аминь»

## Правa
Присяжные поверенные имели право: вести гражданские дела во всех судебных установлениях без получения свидетельств на право ходатайства по чужим делам; получать вознаграждение за ведение дел; передавать друг другу состязательные по гражданским делам бумаги без посредничества судебных приставов и т. д. Присяжный поверенный был обязан вести список дел, которые ему поручались, и представлять его в совет или окружной суд по первому требованию. В п. 4 ст. 355 Учр. Суд. Уст. указывалось на то, что звание присяжного поверенного несовместимо с действительной службой, так как присяжный поверенный должен быть независим от начальства.
Судебная реформа 1864 года коренным образом преобразила всю систему правосудия Российской империи. Уставы ввели принцип независимости и несменяемости судей; установили подсудность всего населения без каких-либо изъятий; отделили предварительное следствие как от полицейского сыска, так и от прокуратуры; обеспечили состязательность судебного процесса, полностью уравняв в правах стороны обвинения и защиты. Сердцевину реформы составили учреждение суда присяжных и создание свободной, отделенной от государства, адвокатуры.
Права присяжных поверенных относились к делам, рассматриваемым судами общей юрисдикции (окружные суды, судебные палаты, кассационные департаменты Сената), но не к коммерческим судам, интересы сторон в которых представляли особые юристы, присяжные стряпчие; присяжные поверенные могли одновременно иметь и звание присяжного стряпчего. Присяжные поверенные имели право защищать подсудимых в военных и военно-морских судах, но только если они были привлечены подсудимыми, обязательная бесплатная защита поручалась кандидатам на должности по военно-судебному ведомству.